# شهرستان گنبکی
شهرستان گنبکی یکی از شهرستان‌های استان کرمان ایران است. مرکز این شهرستان، شهر گنبکی است.
این شهرستان در تاریخ ۱۳ اردیبهشت ۱۴۰۲ از شهرستان ریگان جدا شد و مستقل گردید.

## موقعیت جغرافیایی
شهرستان گنبکی از شمال تا شمال شرقی با شهرستان فهرج، از شمال غربی با شهرستان نرماشیر، از شرق با شهرستان ریگان، از غرب با شهرستان بم، از جنوب غربی با شهرستان عنبرآباد و از جنوب با شهرستان جازموریان همسایه است.

## تقسیمات کشوری
شهرستان گنبکی دارای ۲ بخش، ۴ دهستان و ۱ شهر به شرح زیر است:

### شهرستان گنبکی
| بخش    | مرکز بخش | جمعیت بخش ۱۳۹۵ | نام دهستان | مرکز دهستان     | جمعیت دهستان ۱۳۹۵ | شهر              | جمعیت شهر ۱۳۹۵   |
| ------ | -------- | -------------- | ---------- | --------------- | ----------------- | ---------------- | ---------------- |
| مرکزی  | گنبکی    | ۱۵٬۳۹۹ نفر     | گنبکی      | گنبکی           | ۴٬۶۰۴ نفر         | گنبکی            | ۷٬۲۱۰ نفر        |
| مرکزی  | گنبکی    | ۱۵٬۳۹۹ نفر     | زیارت      | زیارت شاه       | ۳٬۵۸۵ نفر         | گنبکی            | ۷٬۲۱۰ نفر        |
| ناصریه | ناصریه   | ۱۰٬۸۲۸ نفر     | کهور خشک   | میرآباد امامقلی | ۶٬۴۰۲ نفر         | **************** | **************** |
| ناصریه | ناصریه   | ۱۰٬۸۲۸ نفر     | ناصریه     | مهدی‌آباد اولیا  | ۴٬۴۲۶ نفر         | **************** | **************** |

## جمعیت
بر پایه سرشماری عمومی نفوس و مسکن در سال ۱۳۹۵، جمعیت شهرستان گنبکی برابر با ۲۶٬۲۲۷ نفر بوده است.